# ホバート級駆逐艦
ホバート級駆逐艦（ホバートきゅうくちくかん、英語: Hobart-class destroyer）は、オーストラリア海軍のミサイル駆逐艦の艦級。イージス艦であり、スペイン海軍のアルバロ・デ・バサン級を元に設計を修正した派生型である。

## 来歴
オーストラリア海軍では、もともとは軍事技術はイギリス海軍に頼っていたが、1960年代に入って世界的に駆逐艦のミサイル艦化が進むと、諸外国の趨勢にあわせてアメリカ合衆国製のターター・システムの導入を図り、1962年・1963年にパース級3隻を発注した。同級はチャールズ・F・アダムズ級ミサイル駆逐艦の設計を修正したもので、海上自衛隊では「あまつかぜ」とほぼ同世代にあたり、オーストラリア海軍の主力として長く運用されたものの、老朽化・陳腐化に伴って2000年までに運用を終了した。
オーストラリア海軍には、パース級以外の艦隊防空ミサイル搭載艦として、アメリカ海軍のオリバー・ハザード・ペリー級ミサイルフリゲートをライセンス生産したアデレード級フリゲートがあったものの、同級は3次元レーダーを備えていなかったことから、パース級の退役により、同海軍の艦隊防空能力に深刻な問題が生じることになった。このため、SEA1400計画として、新防空艦の建造が模索されるようになった（後にSEA4000と改称）。計画そのものは1990年代より開始されていたものの、財政・政治的な問題から遅れを生じた。この間、キッド級ミサイル駆逐艦の購入も検討されたものの、費用対効果の問題などから断念されている。
その後、パース級の運用終了後になって具体的な検討が進められるようになった。アメリカ合衆国のギブス＆コックス社はアーレイ・バーク級派生型、スペインのナバンティア社はアルバロ・デ・バサン級派生型、ドイツのブローム・ウント・フォス社はザクセン級派生型、イギリスのBAE社は45型派生型を提示しており、2005年8月にはギブス＆コックス社案の採択が報道されたこともあったものの、2007年6月、ナバンティア社案の採択が決定され、10月に建造契約が締結された。これによって建造されたのが本級である。

## 設計
上記の経緯より、基本設計はスペイン海軍のアルバロ・デ・バサン級フリゲートを元に、その5番艦である「クリストーバル・コロン」（F-105）に準じた修正を加えるとともに、オーストラリア海軍の要求に基づいて変更したものとなっている。船体設計の面では、全長にして30センチ、幅にして7センチ拡大し、排水量にして400トン大型化しただけで、艦橋のうえに多機能レーダーのアンテナを貼り付けた塔状構造物を配するという全般配置や、その装備高を確保するための傾斜船型は踏襲されており、外見的には大きな変化はない。ただし艦橋周囲の配置や艦橋後部・前部煙突の形状変更、後部イルミネーターが設置された台の形状など、細かい差異が生じている。
機関はバサン級と同様で、キャタピラー社製ディーゼルエンジンとゼネラル・エレクトリック LM2500ガスタービンエンジンによるCODOG方式が採用された。ただしF-105に準じた修正としてバウスラスターが導入されている。また航続距離も延伸されており、上記の排水量増大の一環として、燃料タンクも拡張されたものとみられている。

## 装備

### C4ISTAR
本級の中核的な装備となるのがイージス武器システム（AWS）であり、その主センサーとなるAN/SPY-1D(V)のアンテナは、艦橋構造物の四方に固定配置されている。搭載するバージョンはベースライン7.1であり、戦術データ・リンクとしてリンク 11および16に対応するほか、共同交戦能力（CEC）に対応するため、AN/USG-2A CETPSも搭載される。
なおイージスシステムを選定するにあたり、アメリカ製の複雑なイージスシステムを国内建造の艦にマッチングしうるかが不安視されたことから、既にイージス艦の運用経験を積んでいた海上自衛隊からの助言を受けている。
2020年5月から6月にかけて、「ホバート」「ブリスベン」のイージスシステムはアップグレードを受けた。

### 武器システム
艦対空ミサイルの発射装置として、艦首甲板に48セルのMk.41 VLSを備えている。ミサイルとしては、SM-2ブロックIIIBを32発、ESSMを64発搭載予定とされており、いずれも原型艦と同様の構成となっている。ただし2022年以降、SM-2ブロックIIIBは、より長射程でアクティブ・レーダー・ホーミング（ARH）に対応したSM-6により更新される予定である。また下記のトマホークの運用が開始された場合、ミサイルの搭載数にも変動が予想される。
艦対艦ミサイルとしてはハープーンの4連装発射筒を2基搭載する設計だったが、3番艦ではNSMに変更された。また本級では、対地火力投射用として、トマホーク巡航ミサイルの運用にも対応予定とされている。
艦砲としては、原型艦と同系列だがより長砲身の62口径127mm単装砲（Mk.45 mod.4 5インチ砲）を1基備える。またCIWSについては、原型艦ではメロカを後日装備予定とされつつ実現していないのに対し、本級では、従来よりオーストラリア海軍が採用してきたファランクスが搭載されている。

### 搭載機
船楼後端には中型ヘリコプター1機を収容できる格納庫が設置されており、船尾甲板には26.4×17メートルのヘリコプター甲板が設置されている。搭載機としてはMH-60R LAMPSヘリコプターや、無人航空機（UAV）の運用能力も付与される。

## 比較表
|          |            | まや型                                | ホバート級                          | 世宗大王級 バッチ1         | タイコンデロガ級 AMOD改修艦         | アーレイ・バーク級 フライトIIA           |
| -------- | ---------- | ------------------------------------- | ----------------------------------- | -------------------------- | ----------------------------------- | ---------------------------------------- |
| 船体     | 満載排水量 | 10,250 t                              | 7,000 t                             | 10,290 t                   | 9,763 t - 10,010 t                  | 9,648 t                                  |
| 船体     | 全長       | 170 m                                 | 146.7 m                             | 165 m                      | 172.46 m                            | 155.3 m                                  |
| 船体     | 全幅       | 21.0 m                                | 18.6 m                              | 21.4 m                     | 16.76 m                             | 20.1 m                                   |
| 主機     | 方式       | COGLAG                                | CODOG                               | COGAG                      | COGAG                               | COGAG                                    |
| 主機     | 出力       | 69,000 ps                             | 47,000 hp                           | 105,000 hp                 | 86,000 hp                           | 100,000 hp                               |
| 主機     | 速力       | 30 kt                                 | 28 kt以上                           | 30 kt以上                  | 30 kt以上                           | 30 kt以上                                |
| 兵装     | 砲熕       | 62口径5インチ単装砲×1基               | 62口径5インチ単装砲×1基             | 62口径5インチ単装砲×1基    | 62口径5インチ単装砲×2基             | 62口径5インチ単装砲×1基                  |
| 兵装     | 砲熕       | 20mmCIWS×2基                          | 20mmCIWS×1基                        | 30mmCIWS×1基               | 20mmCIWS×2基                        | 20mmCIWS×2基                             |
| 兵装     | 砲熕       | 20mmCIWS×2基                          | 20mmCIWS×1基                        | 30mmCIWS×1基               | 25mm単装機関砲×2基                  |                                          |
| 兵装     | 砲熕       | 20mmCIWS×2基                          | 20mmCIWS×1基                        | 30mmCIWS×1基               | 12.7mm単装機銃×4基                  |                                          |
| 兵装     | ミサイル   | Mk.41 VLS×96セル (SM-2MR, SM-3, 07式) | Mk.41 VLS×48セル (SM-2, SM-6, ESSM) | Mk.41 VLS×80セル (SM-2)    | Mk.41 VLS×122セル (SM-2, VLA, TLAM) | Mk.41 VLS×96セル (SM-2, ESSM, VLA, TLAM) |
| 兵装     | ミサイル   | Mk.41 VLS×96セル (SM-2MR, SM-3, 07式) | Mk.41 VLS×48セル (SM-2, SM-6, ESSM) | K-VLS×48セル (天竜, 紅鮫)  | Mk.41 VLS×122セル (SM-2, VLA, TLAM) | Mk.41 VLS×96セル (SM-2, ESSM, VLA, TLAM) |
| 兵装     | ミサイル   | Mk.41 VLS×96セル (SM-2MR, SM-3, 07式) | Mk.41 VLS×48セル (SM-2, SM-6, ESSM) | RAM 21連装発射機×1基       | Mk.41 VLS×122セル (SM-2, VLA, TLAM) | Mk.41 VLS×96セル (SM-2, ESSM, VLA, TLAM) |
| 兵装     | ミサイル   | SSM 4連装発射筒×2基                   | ハープーン 4連装発射筒×2基          | 海星 4連装発射筒×4基       | ハープーン 4連装発射筒×2基          | ―                                        |
| 兵装     | 水雷       | 324mm3連装短魚雷発射管×2基            | 324mm3連装短魚雷発射管×2基          | 324mm3連装短魚雷発射管×2基 | 324mm3連装短魚雷発射管×2基          | 324mm3連装短魚雷発射管×2基               |
| 艦載機   | 艦載機     | SH-60K×1機                            | MH-60R×1機                          | スーパーリンクスMk.99×2機  | MH-60R×2機                          | MH-60R×2機                               |
| 同型艦数 | 同型艦数   | 2隻                                   | 3隻                                 | 3隻                        | 11隻（1隻退役）                     | 47隻予定                                 |

## 同型艦
| 艦番号 | 艦名                     | 起工            | 進水            | 就役            |
| ------ | ------------------------ | --------------- | --------------- | --------------- |
| DDG 39 | ホバート HMAS Hobart     | 2012年 9月6日   | 2015年 5月23日  | 2017年 9月23日  |
| DDG 41 | ブリスベン HMAS Brisbane | 2014年 2月3日   | 2016年 12月15日 | 2018年 10月27日 |
| DDG 42 | シドニー HMAS Sydney     | 2015年 11月19日 | 2018年 5月19日  | 2020年 5月18日  |